# 卡拉旺站 (KCIC)

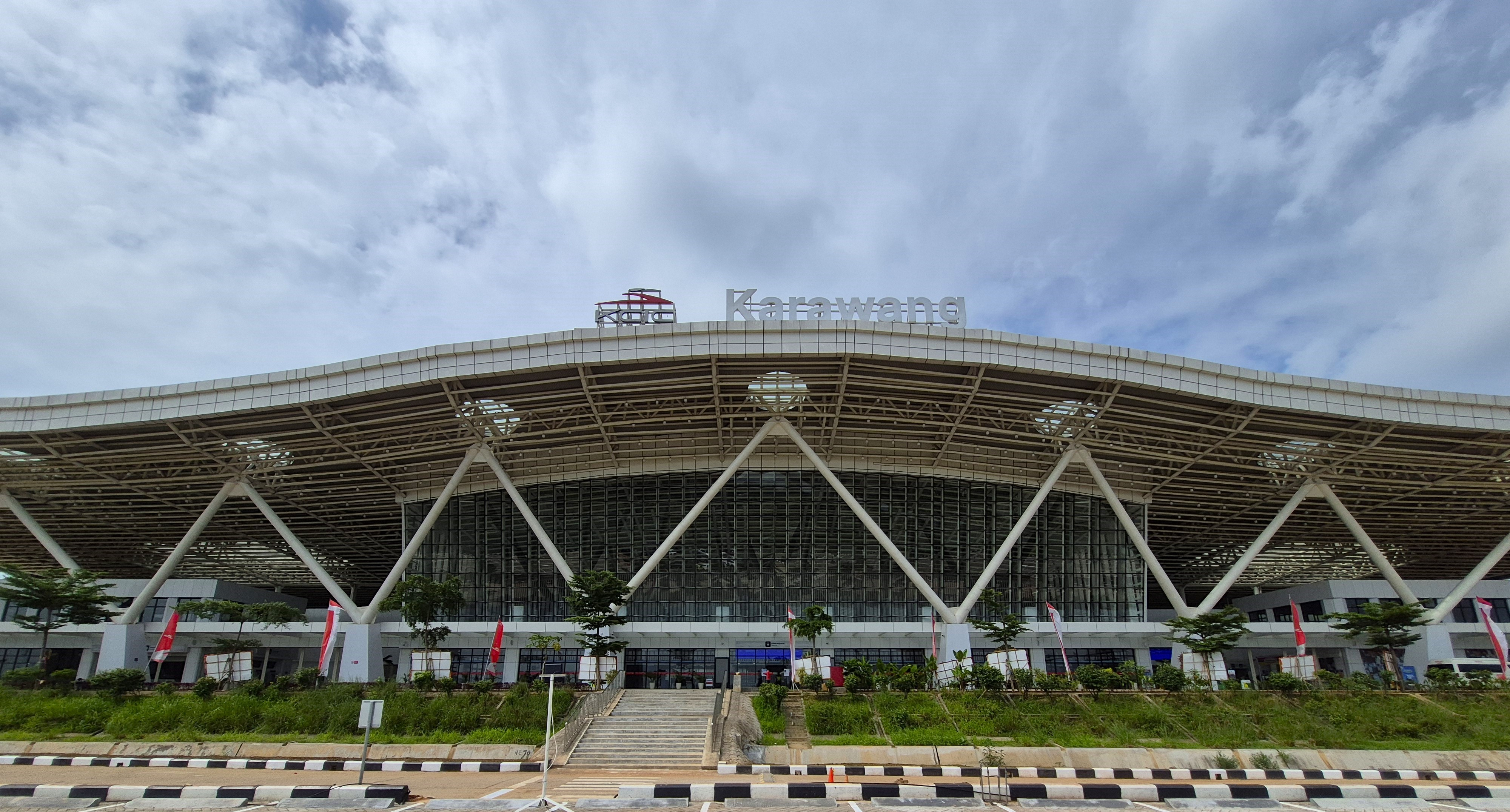
卡拉旺站.

卡拉旺站是雅万高铁的一座车站，位于印度尼西亚加拉旺县，于2023年9月7日首次对外开放。

## 车站结构
本站为两台四线侧式车站。